# Chapelle de Graydon
La chapelle de l'Immaculée-Conception est un édifice religieux situé en Haute-Savoie, sur la commune de Saint-Jean-d'Aulps, sur l'alpage de Graydon.

## Historique
La chapelle placée sous le patronage de l'Immaculée-Conception est érigée en 1859 par Claude Tavernier, ancien curé de Champanges, dédiée à l'Immaculée Conception.
Construite pour les alpagistes qui ne pouvaient pas se rendre au chef-lieu pour assister aux offices religieuses, ou s'élève probablement à l'emplacement d'un ancien oratoire.
L'édifice est entièrement restauré en 2009.
Une messe est organisée chaque été.